# Iksy i zera (cykl)
Ikry i zera (ang. Noughts & Crosses) – cykl fantastycznych powieści dla młodzieży (young adult) autorstwa brytyjskiej pisarki Malorie Blackman, która obejmuje sześć powieści i trzy opowiadania. Akcja książek rozgrywa się w alternatywnej Wielkiej Brytanii XXI wieku, w której to osoby o białym kolorze skóry zostały w przeszłości zniewolone. Choć oficjalnie niewolnictwo zostało już zniesione, wciąż są traktowane znacznie gorzej.  Pierwsza książka została napisana z perspektywy Calluma i Sephy, dwójki młodych i zakochanych w sobie ludzi, których dzielą różnice rasowe.

## Utowry w cyklu
- Ikry i zera, 2001 (ang. Noughts & Crosses), w Polsce wydane przez Nową Baśń w 2022, tłum. Danuta Górska
- Knife Edge, 2004
- Checkmate, 2005
- Double Cross, 2008
- Crossfire, 2019
- Endgame, 2021

## Nagrody i nominacje
- 2002, Lancashire Children's Book of the Year[1]
- 2002, Red House Children's Book Award[1]
- 2002, Sheffield Children's Book Award[1]
- 2003, Wirral Paperback of the Year Award[1]
- 2004, Fantastic Fiction Award[1]
- 2005, Berkshire Book Award (nominacja)
- 2005, Lancashire Children's Book of the Year (nominacja)
- 2005, Redbridge Teenage book Award (nominacja)
- 2006, Lancashire Children's Book of the Year (nominacja)
- 2006, Staffordshire Young People's Book of the Year